# Sirystes
A Sirystes a madarak (Aves) osztályának verébalakúak (Passeriformes) rendjébe és a királygébicsfélék (Tyrannidae) családjába tartozó nem. Egyes szervezetek csak egy fajt sorolnak a nembe, a többi alfaj.

## Rendszerezésük
A nemet Jean Cabanis és Ferdinand Heine írták le 1859-ben, az alábbi fajok tartoznak ide:
- Sirystes sibilator
- Sirystes albogriseus
- Sirystes albocinereus
- Sirystes subcanescens

## Előfordulásuk
Dél-Amerika területén honosak. Természetes élőhelyeik a szubtrópusi és trópusi síkvidéki esőerdők és mocsári erdők. Állandó, nem vonuló fajok.

## Megjelenésük
Testhosszuk 19 centiméter körüli.